# 감자 누르개

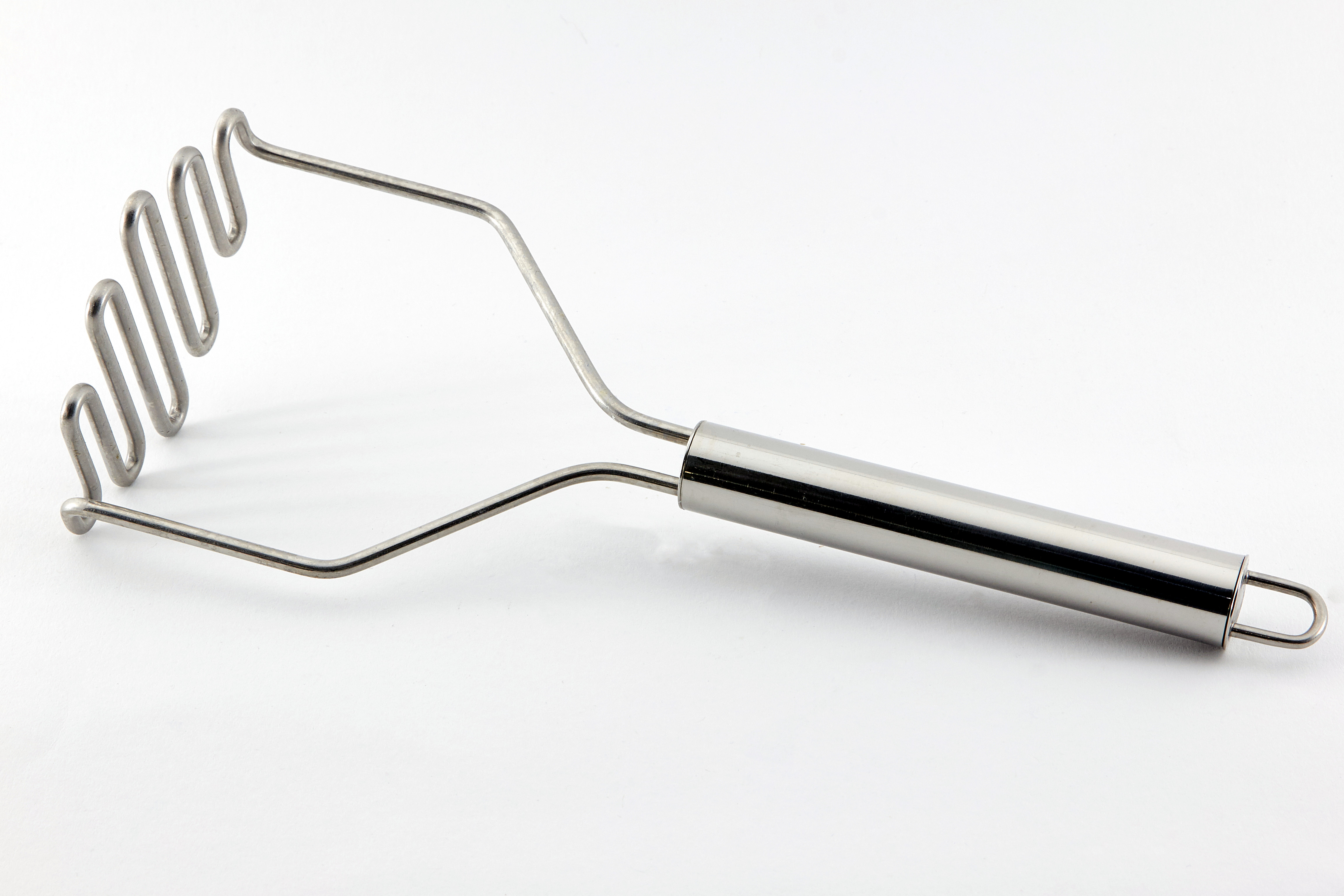
감자 누르개

감자 누르개(영어: potato masher 포테이토 매셔[*]) 또는 누르개(영어: masher 매셔[*])는 감자 등을 눌러 으깨는 도구이다.

## 사진

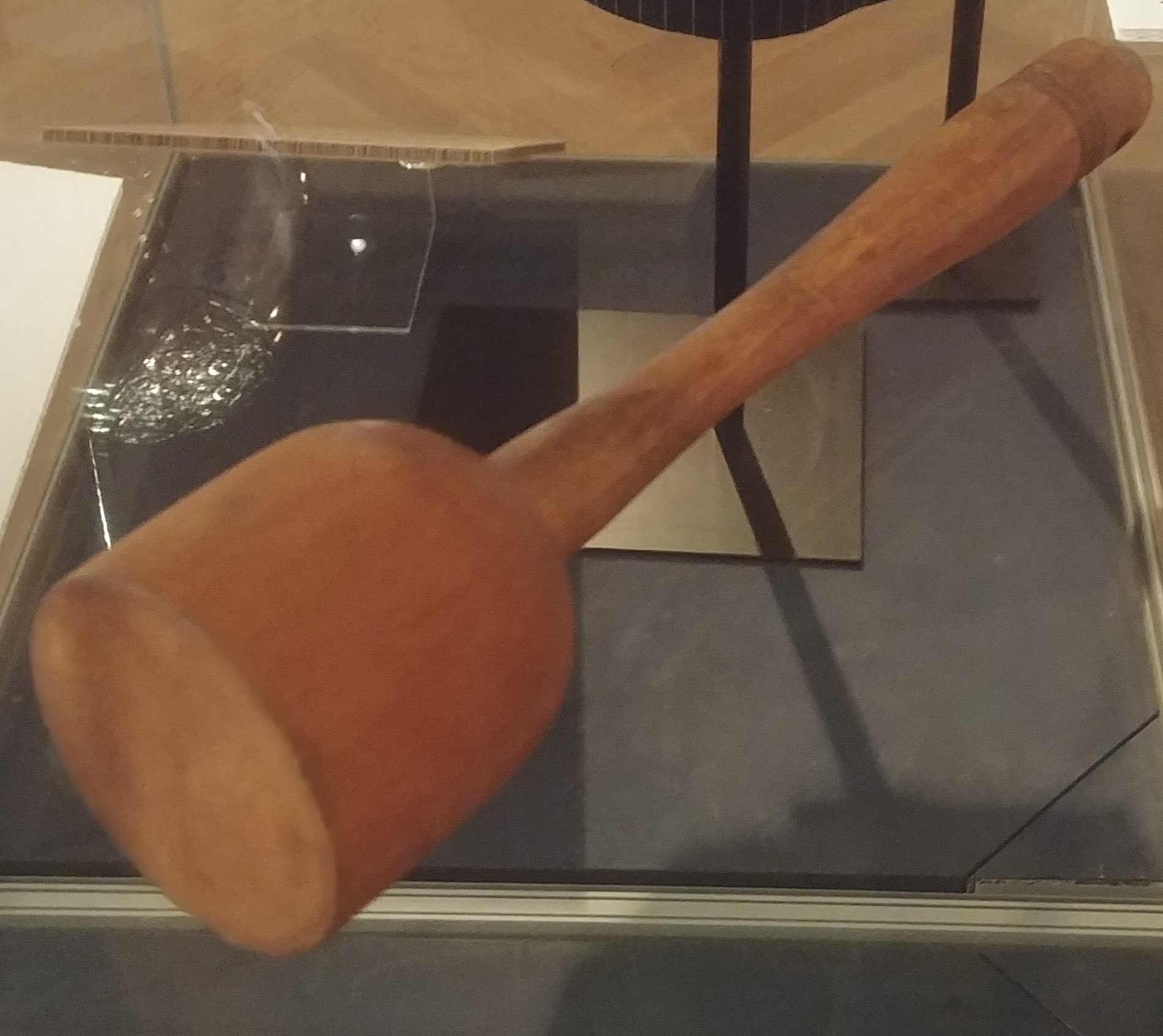
19세기 나무 누르개
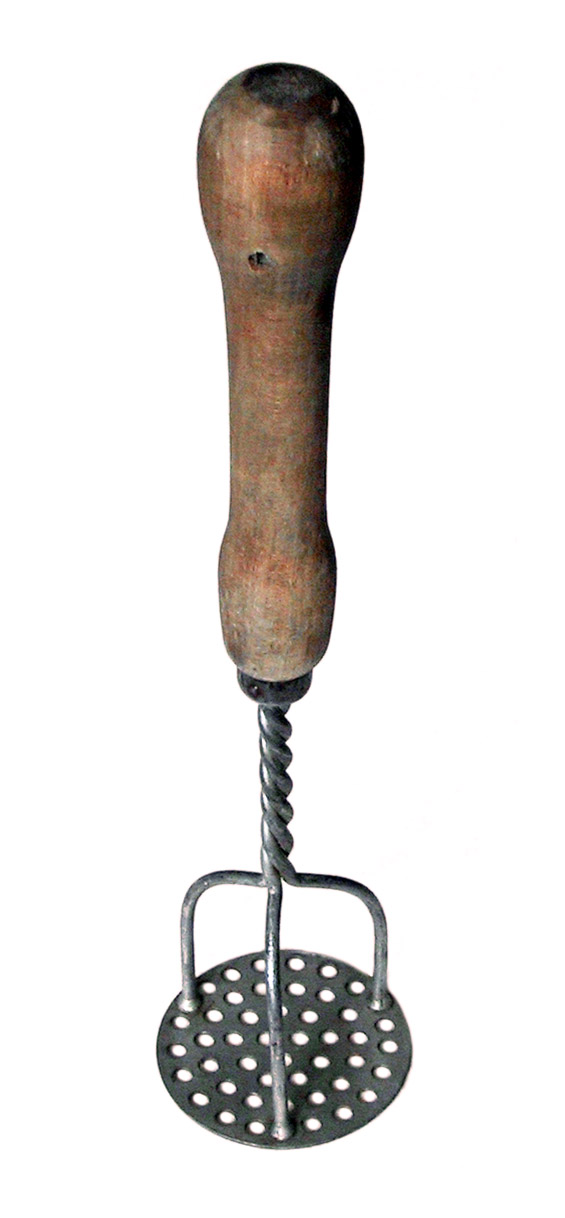
나무 손잡이가 달린 누르개
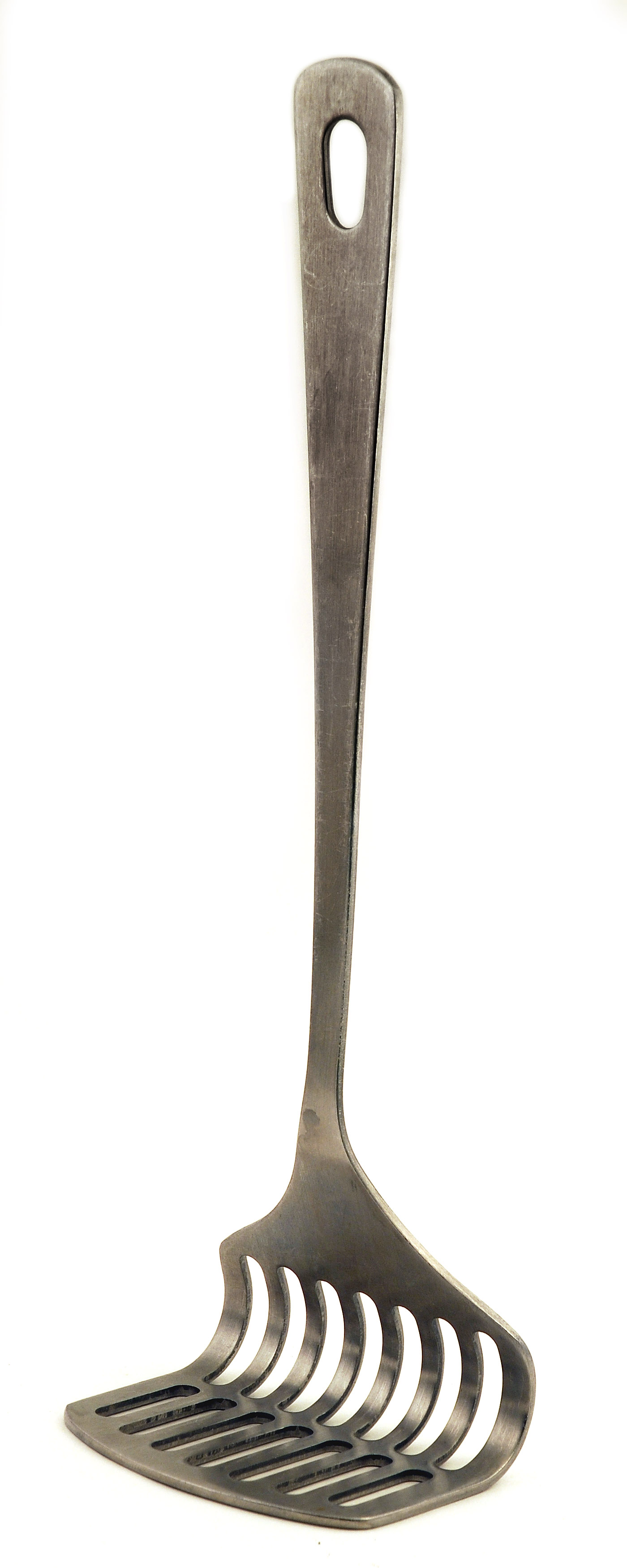
스테인리스 누르개
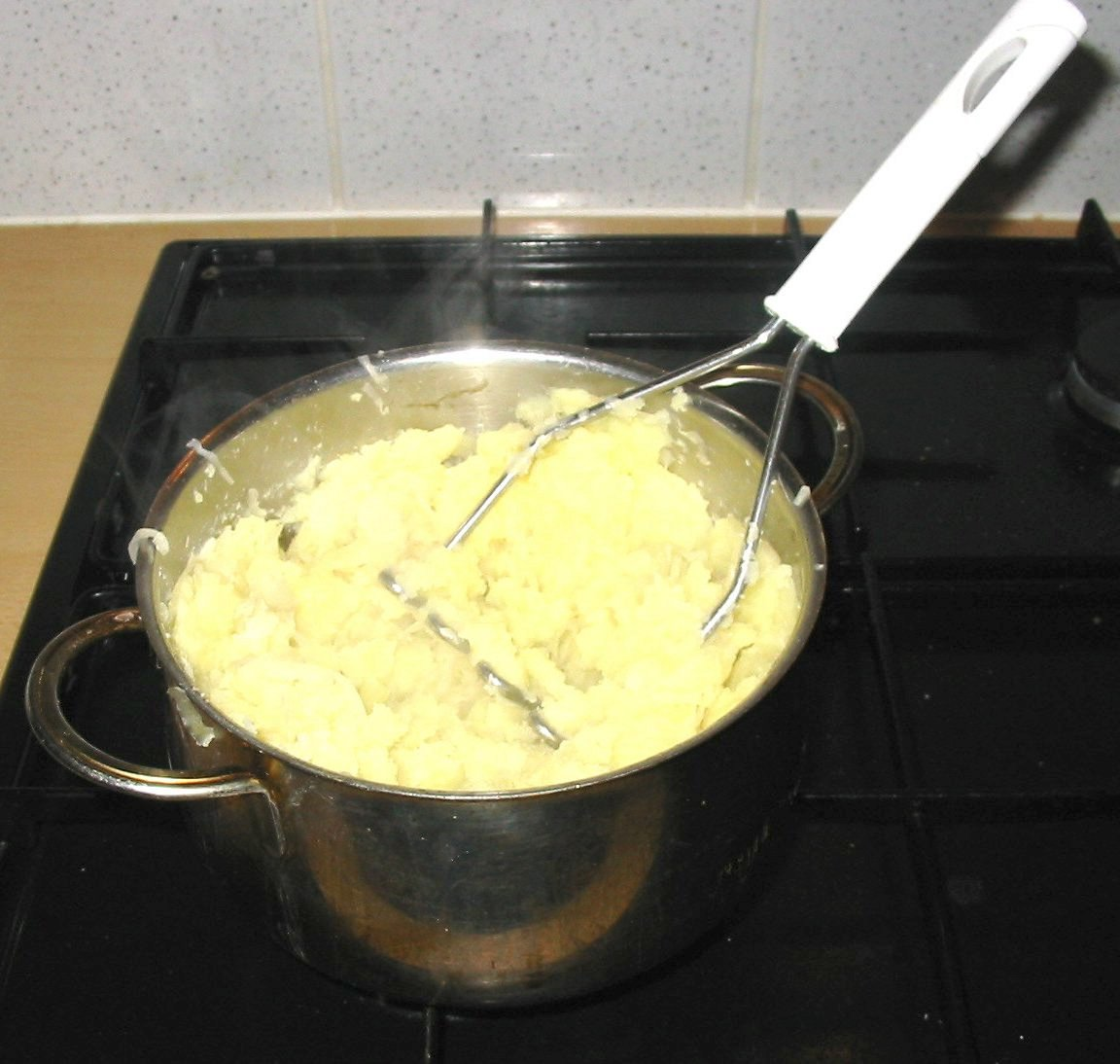
누르개로 감자를 으깨는 모습

## 같이 보기
- 으깬 감자
- 감자 짜개